# Frieda Ekotto
Pour les articles homonymes, voir Ekotto.
Frieda Ekotto, née le 3 mai 1959 à Yaoundé, au Cameroun, est professeur à l'université du Michigan et une romancière et critique littéraire d'expression française. Elle est connue notamment pour ses romans qui mettent l'accent sur le genre et la sexualité en Afrique sub-saharienne, ainsi que son travail de recherche et d'enseignement sur Jean Genet. Ses travaux s'intéressent également à la littérature, au cinéma et à la sexualité dans le monde francophone, en particulier la France, l'Afrique — y compris le Maghreb — et les Caraïbes.

## Biographie
Frieda Ekotto naît en 1959 au Cameroun et grandit en Suisse. Elle fait ses études au Colorado College, dont elle sort diplômée en 1986, puis en littérature comparée à l'université du Minnesota jusqu'en 1994. Elle bénéficie de la bourse Chateaubriand pour terminer sa thèse. Elle commence à travailler à l'université du Michigan en 1994, professeur d'études africaines et afro-américaines, et de littérature comparée,. Elle a ensuite occupé des postes de professeur et de responsable dans d'autres établissements, comme le Concordia Language Villages, dans le Minnesota, ou l'université technologique de Sydney,.

## Écriture de fiction
En 2005, elle publie sa première œuvre de fiction, Chuchote pas trop, l'histoire d'amour de deux femmes, Siliki et Ada, et leur intimité à travers l'écriture comme mode commun de communication, l'ostracisme de la communauté et leur isolement qui devient finalement une aventure salvatrice. Dans un entretien, Frieda Ekotto précise que le contenu de son roman, première représentation positive de l'amour entre des femmes dans un contexte africain, a rendu difficile la recherche d'un éditeur sur le continent africain.

## Critique littéraire
Elle se consacre à l'étude en particulier des écrits de Jean Genet, ainsi qu'au cinéma et à la littérature dans le monde francophone. Dans son livre L’Écriture carcérale et le discours juridique chez Genet, elle étudie les modèles rhétoriques des prisonniers dans la littérature française comme une forme de « littérature mineure », catégorie discutée notamment par les philosophes Gilles Deleuze et Félix Guattari, et analyse les représentations et l'impact, dans le mode d'expression littéraire, des procédures juridiques et de l'emprisonnement. Dans un autre de ses ouvrages, What Color is Black? Race and Sex across the French Atlantic, publié en 2011, elle étudie la façon dont se sont façonnées les notions de race, d'esclavage et de colonialisme, de fierté et de colère afro-américaines dans la lutte pour les droits civiques, ou dans les mouvements de banlieue, des deux côtés de l'océan Atlantique.

## Principales publications
- 2011 : Race and Sex across the French Atlantic: The Color of Black in Literary, Philosophical, and Theater Discourse (New York: Lexington Press).
- 2011 : en collaboration avec Bénédicte Boisseron. Voix du monde : Nouvelles francophones (Bordeaux: Presses Universitaires de Bordeaux, France).
- 2010 : Portrait d’une jeune artiste de Bona Mbella, (roman), Paris, éditions L'Harmattan.
- 2009 : en collaboration avec Adeline Koh. Rethinking Third Cinema: The Role of Anti-colonial Media and Aesthetics in Postmodernity. Germany: LIT Berlin.
- 2008 : en collaboration avec Aurélie Renaud et Agnès Vannouvong. Toutes les images du langage: Jean Genet, Presses de l'université Paris-Sorbonne/Biblioteca Della Ricerca.
- 2005 : Chuchote pas trop (roman) Paris, éditions L'Harmattan.
- 2001 : L’Écriture carcérale et le discours juridique : Jean Genet, Paris, éditions L’Harmattan.
- 1998 : en collaboration avec Martine Delvaux, L'Esprit Créateur, « Écriture carcérale : l'échappée belle », dans Récit et enfermement.